# Стіна (роман)
Стіна (нім. Die Wand) — роман 1963 року, який написала австрійська письменниця Марлен Гаусгофер у жанрі антиутопії. Вважається її найкращою роботою. За цей роман її нагороджено премією  Артура Шніцлера. Нагородження премією і читання роману на Австрійському радіо сприяли зростанню популярності Гаусгофер. Роман «Стіна» зміг зайняти друге місце в списку бестселерів журналу Spiegel.

## Сюжет
Головна героїня роману — жінка сорока років, ім'я якої не згадується. Разом зі своїм двоюрідним братом і чоловіком кузини їде в австрійські гори, щоб провести там вихідні в мисливському будиночку. На наступний ранок жінка виявляє, що залишилася одна з собакою своєї кузини по кличці Лухс. Намагаючись знайти інших людей, вона стикається з прозорою стіною, яка відрізає її від решти світу. Все життя зовні здається мертвим. Єдина людина, яку вона змогла вгледіти в біноклі, здається заморожена. Їй здається, що невідомий катаклізм вбив все живе за стіною. Вона виявляється в повній самоті, однаково захищена і захоплена невидимою стіною.
Всі спроби героїні вибратися з пастки провалюються. З собакою, кішкою і вагітною коровою, її єдиними компаньйонами, вона намагається вижити і змиритися з ситуацією. Їй доводиться вчитися самостійно здобувати все необхідне для життя з саду і навколишнього її лісу. Щоб подолати страх і самотність вона пише щоденник, не знаючи чи прочитає його хто-небудь.
Ближче до кінця роману з'являється чоловік, перший та єдиний за все оповідання. Він вбиває свою собаку і теля, мабуть, без причини. Вона стріляє в нього, можливо позбавляючи себе єдиного шансу коли-небудь знову зустріти іншу людину.
Історія закінчується записом в щоденнику про те, що корова знову вагітна і, як сподівається героїня, кішка буде мати нових кошенят. Подальша доля жінки залишається невідомою.

## Критика
Критики по різному інтерпретують роман Гаусгофер «Стіна». Деякі розуміють його як досить радикальну критику сучасної цивілізації. Головна героїня змушена повернутися до природнішого способу життя, бачачи як марними стають звичайні речі в таких ситуаціях, як життя в місті робить людей «непридатними для життя в гармонії з природою». Автомобіль Mercedes Benz, на якому вона прибула в гори, повільно заростає рослинами. «Стіна», що ізолювала героїню від цивілізації, водночас дає їй можливість змінити та переглянути свої пріоритети. Інші описують книгу Гаусгофер як «Роман виховання «XX століття, який досліджує» психологічні, а не соціально-історичні аспекти процесу дорослішання героїні».
У своєму автобіографічному романі для дітей «Небо без кінця» (нім. Himmel, der nirgendwo endet, 1966) Гаусгофер описує збільшення відстані між дочкою і матір'ю як «стіну» між ними, яка не може бути прорвана легко. З цього погляду, «Стіна» може розглядатися як метафора самотності людини.
Роман вплинув на таких авторів, як лауреат Нобелівської премії Ельфріде Єлінек, яка присвятила Гаусгофер одну з 5 своїх п'єс Prinzessinnendramen, спеціально з посиланням на «Стіну».

## Переклади
Роман «Стіна» був перекладений на 19 мов. Переклад англійською мовою, північноірландського перекладача Шона Вайтсайда, вийшов у незалежному американському видавництві  Cleis Press в 1990 році.

## Нагороди
- 1963 — премія  Артура Шніцлера (нім. Arthur-Schnitzler-Preis)[5]

## Екранізації
- 2012  року  — «Стіна» / [6]